# William D. Mounce
William D. Mounce (Pasadena, 17 febbraio 1953) è un grecista e biblista statunitense, studioso del greco del Nuovo Testamento.
Figlio dello studioso Robert H. Mounce, è autore di uno testi di greco biblico più venduti, Basics of Biblical Greek, che nel 2003 ha vinto il premio Reader's Preference Editor come libro più votato dai lettori nella categoria dei testi sacri.
È stato il referente del Nuovo Testamento nel gruppo di traduttori della Standard Version inglese della Bibbia, oltre ad essere membro del comitato di traduzione della New International Version.

## Biografia
Dopo essersi laureato alla Western Kentucky University nel '74, conseguì il Bachelor of Arts in studi biblici al Bethel College di St. Paul, nel Minnesota. Due anni più tardi, ottenne il Master of Arts al Fuller Theological Seminary di Pasadena, in California e, nel 1981, il PhD in studi neotestamentari all'Università di Aberdeen.
Vive come scrittore a Washougal, Washington. È il presidente di BiblicalTraining, un'organizzazione senza scopo di lucro, che offre risorse educative per la chiesa locale. Gestisce anche Teknia, un sito impegnato che offre lezioni e risorse gratuite per l'apprendimento del greco biblico, oltre a tre blog:
- Monday with Mounce, relativo ai problemi della traduzione dal greco;
- Life as a Journey, relativo ai problemi spirituali dei nuovi cristiani;
- Bill and Bob's Blog, gestito insieme al padre.

Dopo aver tenuto il corso di studi neotestamentari al Seminario teologico di Gordon-Conwell, di confessione evangelica, è stato pastore e predicatore nella Contea di Spokane. Inoltre, a insegnato all'Azusa Pacific University per dieci anni.
Sposato con Robin dal 1983, la coppia ha tre figli.